# Jun'ichi Sasai
Jun'ichi Sasai (笹井醇一?, Sasai Jun'ichi; Tokyo, 13 febbraio 1918 – Henderson Field, 26 agosto 1942) è stato un militare e aviatore giapponese, asso dell'aviazione da caccia della Dai-Nippon Teikoku Kaigun Kōkū Hombu, il servizio aeronautico della Marina imperiale giapponese, durante la seconda guerra mondiale, accreditato dell'abbattimento di 27 velivoli nemici.

## Biografia
Nacque a Tokyo il 13 febbraio 1918, figlio di un capitano della Marina imperiale giapponese di cui decise di seguirne la carriera militare entrando in marina. In giovane età ebbe problemi di salute, e data la gracile costituzione a scuola fu vittima di bullismo da parte dei coetanei. Assidui esercizi fisici, uniti alla pratica del judo, ne migliorarono sensibilmente la salute. Frequentò il prestigioso liceo Tōkyō Toritsu Hibiya di Tokyo, fondato nel 1878, entrando successivamente all'Imperiale Accademia Navale di Etajima, situata su un'isola della costa di Kuri, vicino a Hiroshima, ammesso a frequentare il 67º Corso. Mentre frequentava l'accademia divenne cintura nera di judo e praticò anche il wrestling. Nei suoi primi giorni all'Accademia di Etajima si guadagnò il soprannome di "galletto da combattimento" per la sua capacità di resistenza e la voglia di vivere. Ottenuto il brevetto di sottotenente di vascello nel 1939, iniziò subito a frequentare il 35º corso per allievi piloti terminando l'addestramento nel novembre 1941, assegnato alla specialità caccia.

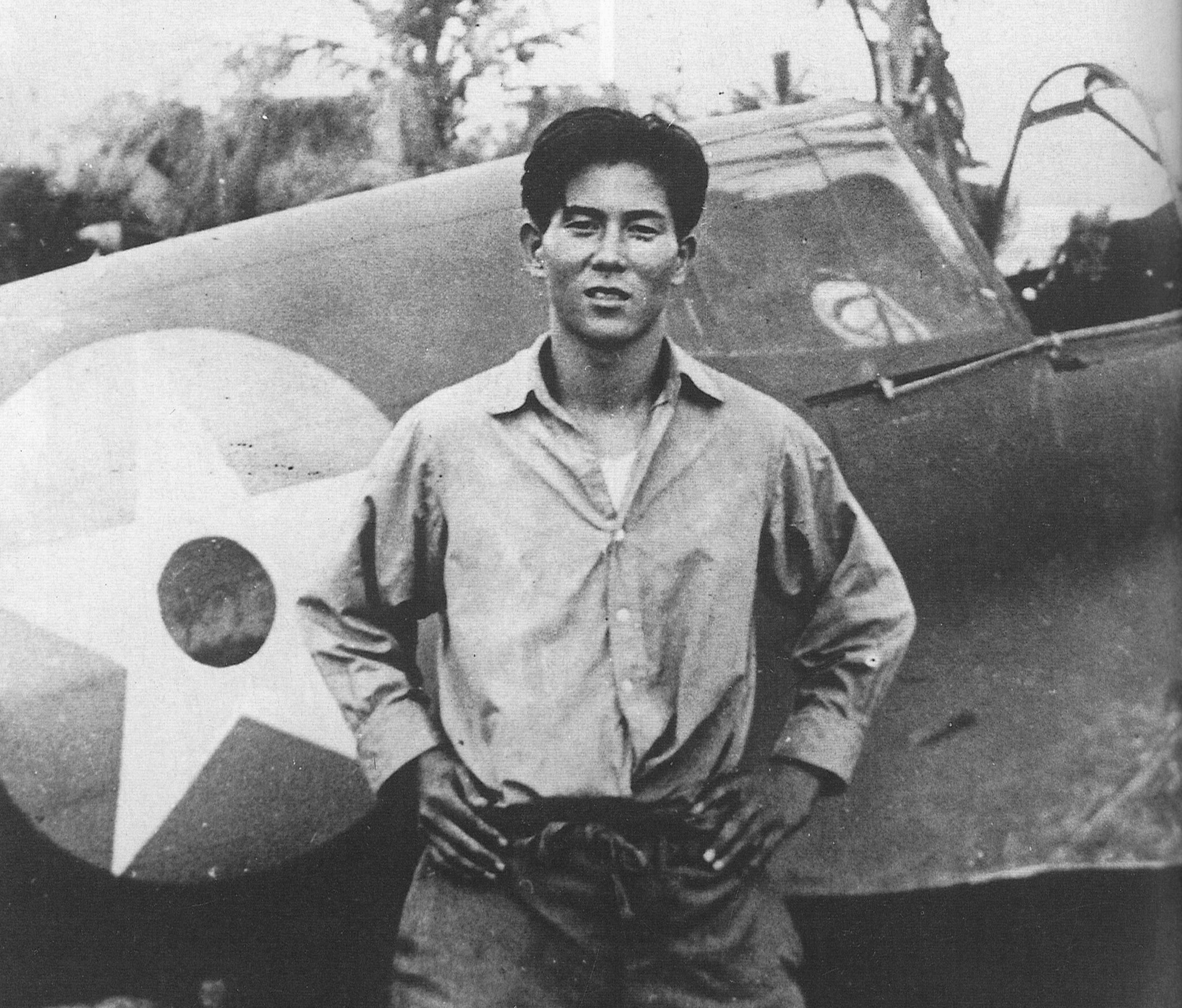
Sasai accanto al relitto di un P-40 nelle Indie orientali Olandesi, 1941.

Dopo soli tre giorni dall'entrata in guerra del Giappone, avvenuta il 7 dicembre 1941, fu assegnato al Tainan Kōkūtai, che ben presto sarebbe diventata una delle unità di élite della Marina. Prese parte alla azioni sulle Filippine, e durante un attacco su Luzon, nelle prime fasi della guerra, venne costretto ad interrompere la missione a causa di problemi al propulsore. Il 2 febbraio, durante la campagna di conquista delle Indie orientali olandesi, abbatté il suo primo velivolo, un caccia Brewster F2A Buffalo dell'aviazione coloniale olandese (ML-KNIL) sul campo d'aviazione di Maospati, a Giava. Sedici giorni dopo conseguì la sua seconda vittoria a spese di un Curtiss P-40E del 17th Pursuit Squadron dell'United States Army Air Force.

## Papua Nuova Guinea
Il Tainan Kōkūtai (Air Group) fu trasferito a Lae, in Nuova Guinea nel mese di marzo 1942, riorganizzato con nuovi piloti. Tra i piloti dello stormo divenne noto come "Tigre Volante" per via di una fibbia a forma di testa di tigre che portava sempre con sé, in quanto un regalo del padre.
Già promosso al grado di tenente divenne "Buntaicho" (squadron leader) del 3° "Chutai", composto da sei aerei suddivisi in due sezioni ("Shotai's"). L'aereo di ogni capo squadriglia era riconoscibile per le due strisce diagonali blu che attraversavano la fusoliera, mentre quello di ogni capo sezione ne aveva una. Sulla coda di ogni velivolo era esposta una lettera V nera,, identificatrice del Tainan Kōkūtai, seguita da un numero di tre cifre della serie 100 che identificavano ciascun aeromobile. In quello stesso Chutai volavano piloti di grande esperienza come Saburō Sakai, Enji Kakimoto e Toshio Ōta. Anche se era diventato un eccellente pilota di Mitsubishi A6M Zero, inizialmente si dimostrò acerbo, e fu addestrato all'arte del combattimento aereo da Sakai in persona, che fece di lui un ottimo pilota da caccia.
Nonostante il rigido sistema di comando in vigore nella Marina imperiale egli fu un ufficiale sempre attento alla esigenze dei suoi subordinati. Durante un'intervista rilasciata nel dopoguerra Saburo Sakai disse di lui: La marina aveva un sistema gerarchico e di casta molto rigido; gli ufficiali non facevano mai amicizia con gli uomini di truppa, non era permesso. Ma Sasai era un tipo di ufficiale diverso.
Quando Sakai, Ōta e Nishizawa eseguirono clandestinamente la Danse macabre sull'aeroporto nemico di Port Moresby, di cui egli venne a conoscenza perché il comandante nemico fece lanciare su Lae un messaggio con il quale invitava i piloti giapponesi a riprovarci indossando una sciarpa verde e assicurando loro che gli avrebbe dato un caldo benvenuto, li riprese duramente, minacciando di toglierli dall'attività di volo se solo ci avessero riprovato, ma in segreto fu molto orgoglioso di loro.
L'11 aprile guidò una formazione di nove A6M Zero su Port Moresby suddivisa in tre formazioni a "V", ognuna composta da tre aerei. I giapponesi non avevano mai adottato la formazione a quattro dita, divenuta di comune utilizzo in Europa, ma volavano in una formazione sfalsata su tre livelli, con la seconda sezione un centinaio di iarde sopra e dietro la prima, e la terza sull'altro lato cento iarde più indietro. Il 4 maggio 1942 ottenne ufficialmente la qualifica di Asso abbattendo quattro caccia americani Bell P-39 Airacobra in soli 20 secondi. Il 24 maggio conseguì una nuova vittoria, abbattendo un bombardiere bimotore North American B-25 Mitchell del 13th Squadron del 3rd Bomber Group. 
L'11 luglio 1942 portò in volo 12 caccia A6M Zero che dovevano scortare 21 bombardieri da Rabaul per un'incursione su Port Moresby. Durante il tragitto incontrarono sei bombardieri Boeing B-17 Flying Fortress del 19th Bomber Group. Dopo aver dato l'ordine di attaccare, i piloti giapponesi si lanciarono in combattimento ma non conseguirono alcuna vittoria, perdendo anzi uno Zero abbattuto da un mitragliere americano L'aver lasciato senza scorta i bombardieri portò all'interruzione della missione su Port Moresby, e al suo ritorno ricevette un severo rimprovero per aver abbandonato la scorta dei bombardieri. 
Il 2 agosto attaccò un B-17 utilizzando una nuova tattica di attacco frontale, colpendo i motori del bombardiere.

## Rabaul
Il giorno dopo il Tainan Kōkūtai fu trasferito da Lae al campo d'aviazione di Lakunai, Rabaul. La nuova destinazione fu ben presto soprannominata dai piloti giapponesi il cimitero dei piloti da caccia, in quanto le perdite furono altissime, dovute alla violenza dei combattenti aerei, ma anche alla malaria, alle zanzare, e alle malattie tropicali.
Il 7 agosto i Marines americani sbarcarono alle 5:20 di quella mattina a Guadalcanal, passando inosservati a causa delle cattive condizioni meteorologiche. Immediatamente 17 A6M zero del Tainan Kōkūtai scortarono i Mitsubishi G4M Betty del 4° Kōkūtai in una missione di attacco contro le navi americane che appoggiavano gli sbarchi delle truppe. Gli aerei vennero intercettati da 18 Grumman F4F-4 Wildcat e 16 bombardieri leggeri Douglas SBD-3 Dauntless decollati dalle portaerei Saratoga, Enterprise e Wasp. Dalla metà del 1942 i piloti di F4F Wildcat utilizzarono una nuova tattica di combattimento aereo denominata "Thach Weave", sviluppata dagli aviatori navali John Thach e Edward O'Hare, che inizialmente confuse i piloti giapponesi. Durante questa primo combattimento contro velivoli navali americani fu accreditato dell'abbattimento di cinque caccia F4F-4 Wildcat.

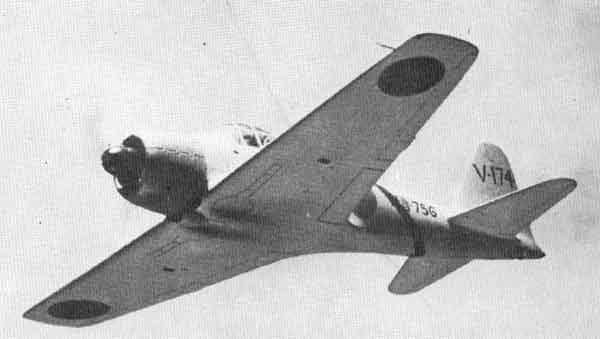
Il Mitsubishi A6M3 Type 32 "V-174" appartenente al Tainan Kōkūtai.

Durante questo stesso combattimento Saburo Sakai fu gravemente ferito dal fuoco difensivo di un bombardiere in picchiata Douglas SBD Dauntless, che aveva erroneamente scambiato per un caccia F4F Wildcat. Cieco da un occhio riuscì a ritornare alla base da solo dopo un volo sul mare, venendo immediatamente ricoverato all'ospedale, per essere successivamente evacuato in Giappone. La sera prima della sua partenza egli andò a salutarlo al suo capezzale, donandogli la sua cintura con la fibbia a testa di tigre dicendogli: Per favore torna in Giappone e prega di ritornare a Rabaul!. 
Il 26 agosto 1942, per la sua settantaseiesima missione con il Tainan Kōkūtai, guidò otto A6M Zero a scortare i bombardieri G4M Betty in una missione di attacco su campo d'aviazione di Henderson Field. Si trattava dell'obiettivo principale di mesi di combattimenti durante la campagna di Guadalcanal, in quanto permetteva alle forze aeree americane di ostacolare i tentativi giapponesi di rifornire le truppe terrestri. A quel tempo egli era accreditato di 27 vittorie. Nel corso del combattimento su Guadalcanal attaccò un Grumman F4F che stava circuitando sull'aeroporto. L'aereo americano picchiò al di sotto del fuoco contraereo, iniziando quindi la caccia al velivolo nemico. Egli abbandonò la ricerca del velivolo americano mettendosi alla ricerca di altri bersagli, ma il pilota americano cabrò violentemente sparando contemporaneamente con le sue sei mitragliatrici Browning M2 calibro 12,7 mm. La mancanza di serbatoi autosigillanti per il carburante segnò la sua fine, in quanto le pallottole incendiarie sparate dal velivolo americano colpirono i serbatoi del suo aereo che esplose in una palla di fuoco, e i cui rottami si sparsero sulla spiaggia di Guadalcanal di fronte a centinaia di marines americani.

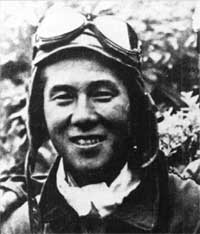
Sasai in tenuta di volo. Ultima fotografia conosciuta scattata prima della sua morte, avvenuta il 26 agosto 1942.

Fu promosso postumo al grado di tenente comandante), una pratica comune nell'aviazione di marina giapponese per i piloti con un alto numero di vittorie rimasti uccisi nel corso del conflitto, e menzionato nel bollettino di guerra ("Proclama nº 36 a tutte le unità della Flotta") della Marina Imperiale.
Il suo probabile abbattitore fu il capitano Marion E. Carl del VMF-223, che terminò la guerra con 18.5 vittorie all'attivo e con il grado di maggiore. Nel film Ōzora no samurai ("Samurai del cielo") del 1976, diretto dal regista Seiji Maruyama, il personaggio del tenente Jun'ichi Sasai è interpretato dall'attore Tarō Shigaki.

### Annotazioni
1. ↑  Il fratello di sua madre, il capitano di corvetta Yoshio Tashiro, era anch'egli un aviatore della marina, e serviva come pilota comandante di un idrovolante.
2. ↑  Per abbattere questo velivolo utilizzò solo 280 colpi di mitragliatrice.
3. ↑  Nel suo alloggio espose sempre l'immagine di Minamoto no Yoshitsune, il leggendario eroe di guerra giapponese.
4. ↑  Comandante della seconda sezione e veterano della seconda guerra sino-giapponese, in cui aveva combattuto tra il 1938 e il 1939.
5. ↑  In questa occasione i B-17 si dimostrarono grandi incassatori, e seppure danneggiati rientrarono tutti alla base.
6. ↑  A differenza degli americani che irroravano le loro basi aeree con il DDT, i giapponesi non avevano una simile soluzione.
7. ↑  Per intercettare i velivoli giapponesi erano decollati 12 F4F Wildcat del VMF-123 al comando dei maggiori John L. Smith e Rivers j. Morrell.
8. ↑  Uno dei pochi piloti americani di stanza a Midway che sopravvissero a quella battaglia. Era stato uno dei primi piloti americani che erano atterrati a Henderson Field meno di una settimana prima e da allora, aveva abbattuto più di tre aerei diventando il primo asso del Corpo dei Marines.

### Fonti
1. 1 2 3 4 5  Sakaida 2012, p. 36.
2. ↑  Sakaida 2012, p. 104.
3. ↑  Main Building at Eta Jima, Imperial Naval Academy.
4. 1 2 3 4 5  Sakaida 2012, p. 37.
5. 1 2 3 4 5 6 7 8 9 10 11 12 13 14  Kaplan 2013, p. 97.
6. ↑  Mitsubishi Zero A6M2 Type 21.
7. ↑  Kaplan 2013, p. 94.
8. ↑  A6M2b Zero Model 21, Shotai Leader (blue diagonal stripe across its fuselage), V-107, Tainan Kōkūtai.
9. ↑  A restored Zero A6M2 of the Tainan Group at Canberra War Memorial, Australia.
10. ↑  Interview with Saburo Sakai by Colin D. Heaton and Jeffrey L. Ethell Archiviato il 25 ottobre 2006 in Internet Archive..
11. 1 2  Guttman, Jon. "Hiroyoshi Nishizawa: Japan's World War II Ace of Aces." Archiviato il 30 settembre 2007 in Internet Archive. historynet.com, 12 giugno 2006 (originalmente pubblicato in Aviation History, luglio 1998). Accesso: 9 aprile 2015.
12. ↑  Sakai, Caidin, Saito 1978, p. 133.
13. ↑  "An Interview with Saburo Sakai".